# 4241 Pappalardo
4241 Pappalardo è un asteroide della fascia principale. Scoperto nel 1981, presenta un'orbita caratterizzata da un semiasse maggiore pari a 2,9470350 au e da un'eccentricità di 0,0728564, inclinata di 0,97839° rispetto all'eclittica.
L'asteroide è dedicato allo statunitense A. Neil Pappalardo.